# يارا صبري
يارا صبري (ولدت 1388هـ / 1969 م) ممثلة وكاتبة سورية، ومعارضة سياسة. حصلت على الجنسية الكندية.

## سيرتها
ولدت يارا صبري في دمشق، يوم الاثنين 15 ذو الحجة 1388هـ الموافق 3 مارس 1969م، لعائلة فنية، فوالدها الفنان سليم صبري، ووالدتها الفنانة ثناء دبسي، وخالتها الفنانة ثراء دبسي. وهي متزوِّجة الفنان ماهر صليبي ولها منه ولدان كرم ورام. درست في المعهد تخصص علوم سياحية، ثم التحقت بالمعهد العربي للموسيقى للعزف على آلة البيانو. عملت في الإذاعة والتلفزة والمسرح والسينما.
بدأت مسيرتها الفنية في عام 1989 في مسلسل "شجرة النارنج"، ثم شاركت في العديد من الأعمال، وأدَّت أدوار البطولة المُطلقة. انضمَّت إلى عضوية نقابة الفنانين السوريين بتاريخ 3 مارس 1998.

### تجربتها في الكتابة
تتضح موهبتها في مجال الكتابة ولا سيما كتابة السيناريو التي بدأتها بتعاون درامي في مسلسل قلوب صغيرة عام 2009، ثم في تجرِبتها في مسلسل "قيود روح" في كتابة السيناريو بالاشتراك مع زميلتها وصديقتها ريما فليحان.

## موقفها السياسي
وقَّعَت في أبريل 2011 مع عدد من الفنانين ما عُرف بـ «بيان الحليب» الذي طالبوا فيه بإيصال المساعدات الإنسانية من غذاء ودواء وحليب لأطفال درعا بعد دخول الجيش السوري إليها وحصارها. وأعلنت يارا وزوجها ماهر صليبي تأييدهم للثورة السورية، ووقوفهم مع الشعب السوري ومطالبه بالحرية والعدالة. وطالبت السلطات السورية بإطلاق سراح المعتقلين في السجون بعد خروجهم للتظاهر عام 2012، وأطلقت حملتين الأولى «بدنا ياهن بدنا الكل» أي نريد جميع المعتقلين، والثانية «باص الحرية». غادرت سوريا إلى الإمارات، وأكَّد والداها أنها ليست ممنوعةً من دخول سوريا على الرغم من موقفها السياسي. وصرَّحت عام 2015 بعدم ممانعتها العمل مع الممثلين السوريين المخالفين لها سياسيًّا لأنهم جمعيًا سوريون بغض النظر عن اختلافهم السياسي. ثم انتقلت إلى كندا ولا تزال مقيمة فيها.

## أعمالها الفنية

### مسلسلات
- 1989: شجرة النارنج.
- 1992: العروس.
- 1993: الجذور لا تموت.
- 1993: أشياء تشبه الفرح.
- 1993: أيوب الغضب.
- 1993: أبناء وأمهات.
- 1993: غدر الزمان.
- 1994: خان الحرير.
- 1995: الشقيقات.
- 1995: السوار.
- 1995: ستائر الصمت.
- 1996: القيد.
- 1996: أيام الغضب.
- 2009: الغريب والنهر.[7]
- 1997: باب الحديد.
- 1998: أمانة في أعناقكم.
- 1998: الثريا.
- 1998: الجمل.
- 1998 سفر.
- 1999: جلد الأفعى.
- 1999: الحقد الأبيض.
- 1999: أزهار الشتاء.
- 1999: حي المزار.
- 1999: لو كنت مكاني
- 1999: الفوارس.
- 1999: الفصول الأربعةج1
- 2000: نوار.
- 2000: غيوم صيفية[8]
- 2001: عندما يموت الحب.
- 2001: البحث عن المستحيل.
- 2001: سحر الشرق.
- 2002: قطار المسافات القصيرة.
- 2002: الفصول الأربعة ج2.
- 2002: البيوت أسرار.
- 2003: أيامنا الحلوة.
- 2003: حروف يكتبها المطر.
- 2003: ذكريات الزمن القادم.
- 2004: عالمكشوف.
- 2004: حكاية خريف.
- 2004: التغريبة الفلسطينية.
- 2004: فسحة سماوية.
- 2005: أحقاد خفية.
- 2005: بكرا أحلى.
- 2005: عصي الدمع.
- 2005: حكايا الليل والنهار.
- 2005: بعقة ضوء.
- 2005: حاجز الصمت.
- 2006: أهل الغرام ج1.
- 2006: الانتظار.
- 2007: لامزيد من الدموع.
- 2007: أشياء تشبه الحب.
- 2007: ممرات ضيقة.
- 2007: سيرة الحب.
- 2007: على حافة الهاوية.
- 2007: الحصرم الشامي ج1.
- 2008: أولاد القيمرية.
- 2008: رفيف و عكرمة.
- 2008: أهل الراية.
- 2009: قلوب صغيرة.
- 2010: تخت شرقي.
- 2010: قيود روح.
- 2011: جلسات نسائية.
- 2015: وجوه وأماكن-وقت مستقطع.
- 2016: سمرقند
- 2017: أوركيديا
- 2024: العميل[9]

### تمثيليات
- لم أعد طفلة (ثلاث حلَقات)
- خرزة زرقا (ثلاث حلَقات)
- 1994: منافسة شريفة.
- 1999: حقيبة لرأس السنة[10]
- نزهت خانم.
- الوحل.
- مرايا القلوب.
- الجدران الباردة.
- الأمل الذي كان.
- ستائر الصمت.

### مسرحيات
- «صمت الكلام»[11]
- «تخاريف»
- «الرقصة الأخيرة»
- «مات ثلاث مرات»
- «كونشرتو»
- «مرمر زماني»
- 2007: فوتوكوبي [12]
- 2016: تحت السماء[13][14]

### أفلام
- 2009: ظلال النساء المنسيات - فيلم قصير.
- 2021: سلام عبر الشكولاتة

### في الإذاعة
- «الطاحونة»
- "شهرزاد"
- «ورد وياسمين وغار»
- «مدينة النور»
- «حزورة رمضان»
- «هن في عيون الأدب»
- 2015: «بسمة صباح» [15]

### تقديم برامج
- 2018: لو كنت مكاني، راديو روزنا[16]

## الجوائز والتكريم
- جائزة «أدونيا» للدراما السورية عام 2004، جائزة أفضل ممثلة عن دورها في مسلسل «التغريبة الفلسطينية».[17]
- جائزة «أدونيا» عام 2010 عن دورها في مسلسل «تخت شرقي».[17]

## روابط خارجية
- يارا صبري على موقع IMDb (الإنجليزية)
- يارا صبري على موقع قاعدة بيانات الأفلام العربية